# Momo Hirai
Momo Hirai (em japonês: 平井 もも; romaniz.: Hirai Momo; nascida em Kyotanabe, Quioto, Japão, em 9 de novembro de 1996) é uma cantora, compositora e dançarina japonesa. Ela é mais conhecida por ser integrante do grupo feminino sul-coreano Twice. Ela também é integrante da subunidade Misamo formada por três integrantes do Twice.

## Biografia
Momo nasceu em 9 de novembro de 1996 em Kyotanabe, Quioto, Japão. Sua família é composta por seus pais e sua irmã dois anos mais velha, Hana Hirai. Ela começou a dançar desde muito cedo e decidiu se tornar uma cantora por causa de Namie Amuro. Entrou no k-pop depois de ver Rain e Lee Hyori. Ao longo de sua vida jovem, ela treinou no Step Out Dance Studio e foi reconhecida pela JYP Entertainment depois de verem um vídeo de dança dela e de sua irmã mais velha. Momo e sua irmã foram convidadas para a JYP Japan Audition 2011, realizada em Osaka e Tóquio. Momo passou na audição, sua irmã não. Posteriormente, ela se mudou para a Coreia do Sul para iniciar seu estágio na JYP em 13 de abril de 2012, juntamente com Sana, do TWICE.
Em 2014, ela apareceu no videoclipe de "Stop Stop It", do Got7, e no MV japonês de "Feel", de Junho. No ano seguinte, "R.O.S.E" e "Only You" do miss A.
Em 2015, Momo tornou-se uma concorrente do reality show de sobrevivência de garotas, Sixteen. Originalmente, eliminada no sexto episódio da série, ela foi trazida de volta por JYP no final do show, devido a ele acreditar que suas habilidades em dança e performance completariam seu grupo de garotas, que agora é conhecido mundialmente por Twice.

## Carreira
Foi dado à Momo os papéis de vocalista de apoio, sub-rapper e main dancer em Twice. Em 20 de outubro de 2015, Twice fez sua estréia com o single "LIKE OOH-AHH" e subiu para o título de "Grupo de garotas das Nações".
No outono de 2016, Kim Heechul e Min Kyunghoon lançaram um single digital, "Sweet Dream", na SM Entertainment, com o videoclipe estrelado por Momo e o resto do elenco do Knowing Bros.

## Vida pessoal
Em 2 de janeiro de 2020, a Label SJ e a JYP Entertainment confirmaram que Momo está namorando Kim Heechul do grupo Super Junior.
Em 7 de julho de 2021 a Label SJ e a JYP Entertainment confirmaram o término do relacionamento após 1 ano e 6 meses de namoro, devido a agenda lotada.

## Discografia

### Créditos de composição
Todos os créditos das canções são adaptados do banco de dados da Korea Music Copyright Association, salvo indicação em contrário.
| Ano  | Artista | Canção                      | Álbum         | Letrista  | Letrista                                |
| Ano  | Artista | Canção                      | Álbum         | Creditada | Com                                     |
| ---- | ------- | --------------------------- | ------------- | --------- | --------------------------------------- |
| 2018 | Twice   | "Shot Thru the Heart"       | Summer Nights | Yes       | Integrantes do Misamo                   |
| 2019 | Twice   | "Hot"                       | Fancy You     | Yes       | Kang Eun-jeong                          |
| 2019 | Twice   | "Love Foolish"              | Feel Special  | Yes       | Shim Eunji                              |
| 2019 | Twice   | "21:29"                     | Feel Special  | Yes       | Integrantes do Twice                    |
| 2022 | Twice   | "Celebrate"                 | Celebrate     | Yes       | Integrantes do Twice, Co-sho, J.Y. Park |
| 2023 | Misamo  | "Funny Valentine"           | Masterpiece   | Yes       | Yuka Matsumoto, Realmeee, EJAE          |
| 2024 | Misamo  | "Money In My Pocket (Momo)" | HAUTE COUTURE | Yes       | Sofia Vivere                            |

## Filmografia

### Televisão
| Ano  | Título                 | Papel        | Notas          |
| ---- | ---------------------- | ------------ | -------------- |
| 2015 | Sixteen                | Participante |                |
| 2016 | Hit the Stage          | Participante | Episódios: 1–4 |
| 2020 | Twice: Seize The Light | Ela mesma    | Documentário   |